# Adalia decempunctata
Adalia decempunctata là một loài bọ cánh cứng trong họ Coccinellidae. Loài này đặc trưng bở 10 đốm trên lưng.

## Hình ảnh

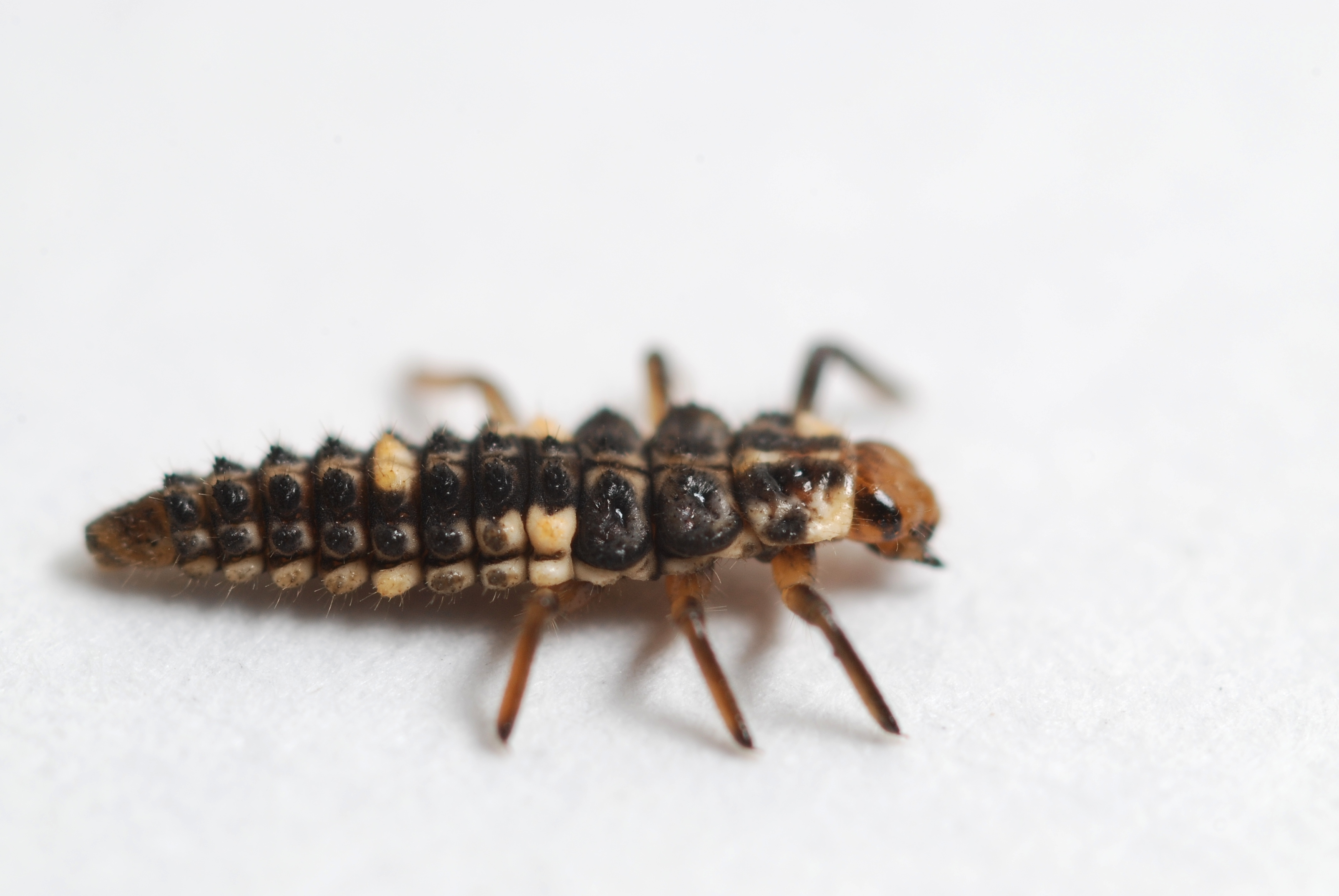
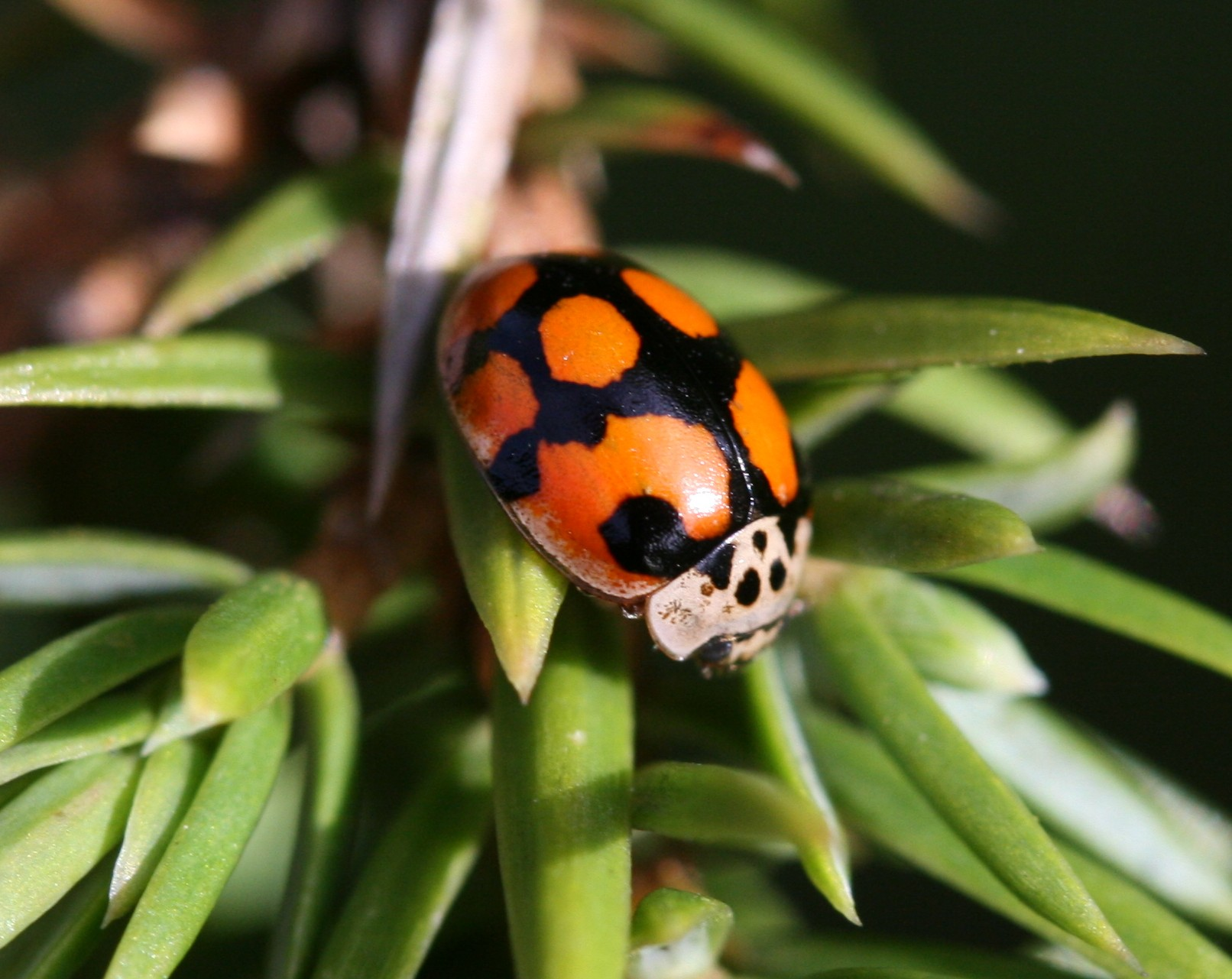
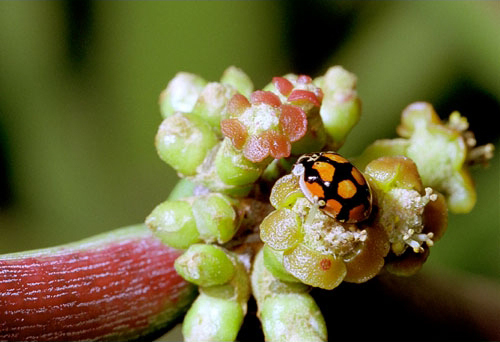
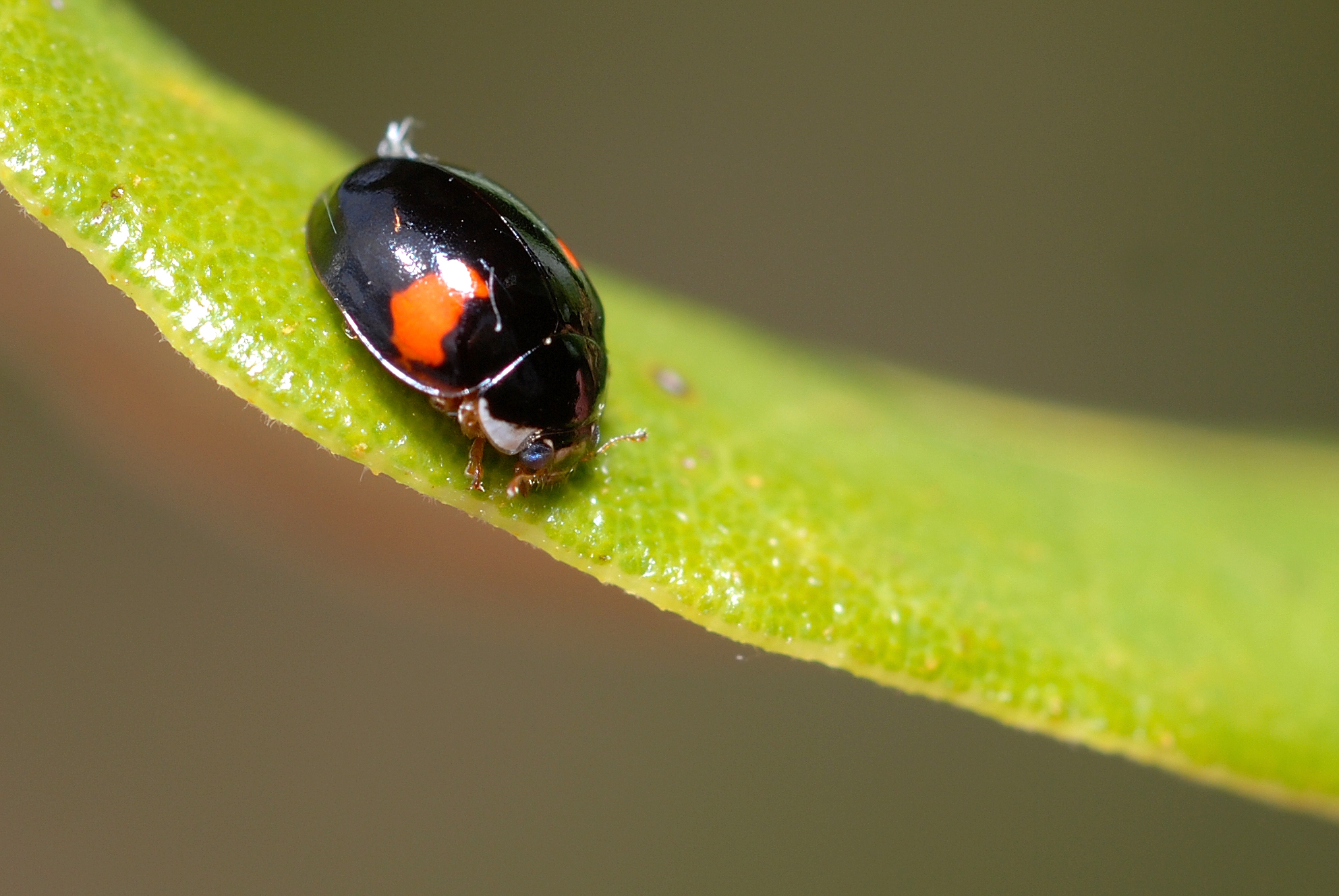
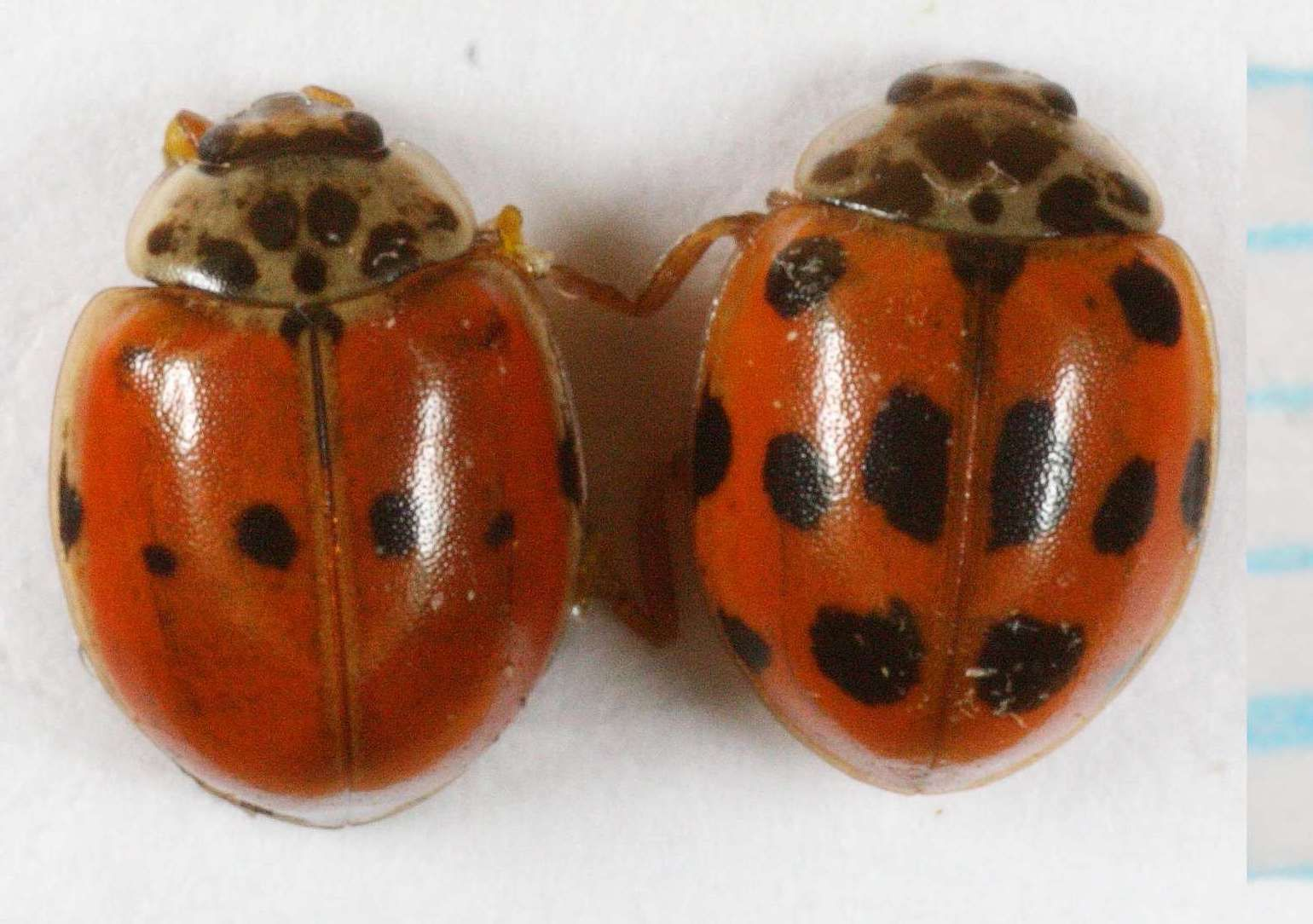